# Союз добровольців Донбасу
Союз добровольців Донбасу (СДД) - це воєнізоване ветеранське об'єднання, засноване в Росії у 2015 році для російських ветеранів війни на Донбасі, яке використовувалося російським урядом як найманці та платформа для операцій в Україні до російського вторгнення в Україну, коли члени СДД були призвані на дійсну військову службу.

## Історія Створення
Засновником СДД мав би стати Олександр Бородай, член російської Думи від партії "Єдина Росія" і колишній прем'єр-міністр Донецької народної республіки (ДНР). Однак Бородай є політичним прикриттям, оскільки справжнім лідером і організатором є Владислав Сурков, давній радник і соратник Володимира Путіна.
За даними російського державного інформаційного агентства ТАРС, "Союз добровольців Донбасу" був заснований 27 серпня 2015 року, і до нього можуть вступити від 30 000 до 40 000 жителів Росії, незважаючи на те, що Росія стверджує, що жоден росіянин не воював в Україні під час війни на Донбасі. СДД діє як ветеранська організація, пропонуючи пенсії, пільги та виплати російським добровольцям, які воювали на боці української армії. У міжвоєнний період з 2014 по 2022 рік СДД також діяла як група тиску в Росії на користь визнання та анексії Донецької народної республіки та Луганської народної республіки. Також у міжвоєнний період СДД значною мірою функціонувало для утримання ветеранів, проводячи навчання з бойовою стрільбою та організовуючи братські заходи. Крім того, СДД слугувала для збереження боєздатності ветеранів війни на Донбасі для майбутніх операцій проти України.
Багато членів СДД є відкритими неонацистами, і в кількох випадках під час інтерв'ю члени організації носили нашивки зі свастикою. Відомий російський неонацист Олексій Мільчаков був однією з провідних фігур в СДД у 2014-2015 роках. Після того, як він воював на боці сепаратистів на Донбасі, Мільчаков повернувся до Санкт-Петербурга, щоб заснувати ДШРГ "Русич".
Однією з основних груп СДД є "ПВК Редут" - добровольча група, яка також є членом "Редут", що має зв'язки з "Союзом воїнів-козаків Росії та зарубіжжя", який також очолює Бородай.
Під час протестів у Москві в 2019 році СДД звернулася до російського уряду з проханням відправити їх на боротьбу з протестувальниками на вулицях.
Шостий "з'їзд командирів" СДД відбувся 31 жовтня 2020 року в готелі "Царьград" в окупованому Росією Донецьку, який приймав російський олігарх Костянтин Малофєєв. На згаданому з'їзді Бородай заявив, що має намір переорієнтувати "СДД" на більш відверто політичну діяльність та активнішу участь у політичному житті Росії, маючи на меті взяти участь у виборах до Державної думи 2021 року як політична партія, в коаліції з "Родіною". Крім того, на зборах рада командирів СДД проголосувала проти відправки членів НКР до Карабаху для надання допомоги Республіці Арцах. Малофєєв також виступив на з'їзді з промовою, в якій заявив, що СДД бореться за захист всього "російського світу".
Організація підрозділів СДД для майбутніх бойових дій у лютому 2022 року стала одним із перших сигналів про наближення російського вторгнення в Україну. Перед російським вторгненням СДД стверджувала, що має 49 відділень і понад 14 500 членів. Незабаром після вторгнення уряд Канади наклав на СДД санкції за підтримку вторгнення, а також за ведення розвідки для російської армії, підготовку російських призовників і порушення указу президента E.O. 14024, або "відповідальність за або співучасть, або за те, що прямо чи опосередковано брали участь або намагалися брати участь у діяльності, яка підриває мир, безпеку, політичну стабільність або територіальну цілісність Сполучених Штатів, їхніх союзників або їхніх партнерів, від імені або на користь, прямо чи опосередковано, [уряду Росії]".
СДД зберігає єдину командну структуру для своїх підрозділів, подібну до російських приватних військових підрядників, таких як ПВК Вагнер або "ПВК Редут". Підтверджено, що до складу СДД входять три підрозділи БАРС, БАРС-20 "Гром", БАРС-9 "Орел" і БАРС-13 "Російський легіон", а також формування "Північ", "Центр" і "Георгіївська бригада". 4 лютого 2023 року в окупованому Росією Маріуполі відбувся "з'їзд" СДД, на якому понад 450 бійців і офіцерів оголосили про об'єднання всіх "добровольчих" формувань у так званий "Русский добровольчий корпус", який об'єднає "Редут" і СДД. Документ про створення корпусу підписав полковник ГРУ у відставці Олексій Кондратьєв, який у минулі роки був палким прихильником "СДД". У вересні 2022 року СДД поскаржився на те, що госпіталь у Ростові-на-Дону відмовляється обслуговувати його членів через відсутність у них статусу в російській армії. Лікарня, про яку йдеться, в основному обслуговує російських військовослужбовців, які отримали важкі поранення під час вторгнення.
Під час битви за Бахмут член СДД, військовий лікар Юрій Євич був заарештований за "дискредитацію російських збройних сил", на превеликий жах російських мілблогерів. 21 липня 2023 року автомобіль Бородая в колоні СДД на південь від Бахмута буде обстріляний українськими військами. Бородай вижив, отримавши несумісні з життям поранення.

## Присутність на Балканському півострові

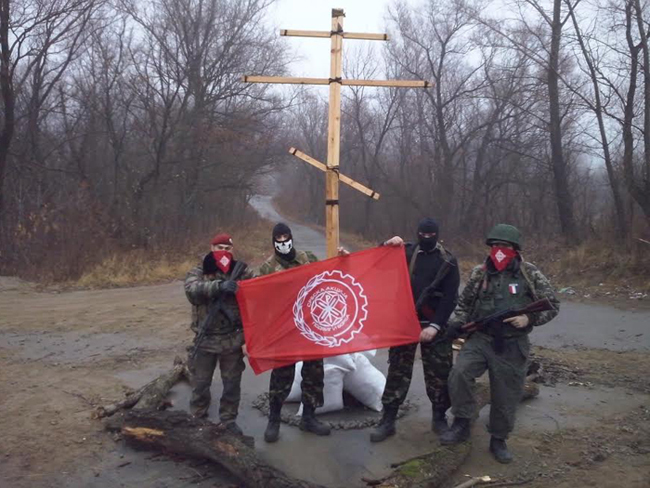
Члени ультраправого ополчення "Сербська дія" на Донбасі в 2015 році, пов'язаного з Балканським СДД

СДД також зберігає присутність на Балканах, складаючись із сербських добровольців російських сепаратистів, які також брали активну участь у югославських війнах, а кілька високопоставлених членів організації брали участь у геноциді боснійців. СДД також утримує російську частину кладовища у Вишеграді для російських добровольців у Сербії, які загинули під час війни, і підтримує контакти в Сербії через "Завет", російську культурну організацію, яка координує відносини між Республікою Сербською та російським урядом і є афілійованою з Ліберально-демократичною партією Росії. На прохання прокоментувати їхню присутність у Сербії, лідер СДД на Балканах Олександр Кравченко сказав Balkan Insight, що це "мусульманські ЗМІ", які "публікують неперевірені, антисербські, антиросійські та антиправославні історії. Я не бачу жодного способу, як я міг би з вами розмовляти". Сербське відділення було створено у 2015 році як братська організація для сербських добровольців на боці Росії під час війни на Донбасі, яка також забезпечувала бійців пенсією, оскільки вони були недержавними акторами, які в іншому випадку не отримали б жодного визнання чи винагороди за свої заслуги перед Росією. Частково через це сербський уряд заборонив більшості своїх лідерів в'їзд до країни, не бажаючи спровокувати міжнародний інцидент з Європейським Союзом, натомість залишивши СДД у сусідній Республіці Сербській. СДД також підтримує тісні зв'язки з Балканським козацьким військом, що базується в Которі і складається з російських емігрантів, які проживають у Чорногорії. Крім того, представники СДД в сербському керівництві також брали участь у Косовському фронті, російській добровольчій групі, яка брала участь у війні в Косово. СДД також діє як група політичного тиску як у Сербії, так і в Сербії, щоб віддалити обидві держави від Заходу і наблизити до Росії, будучи рішуче антинатовською і антиєвропейською силою. СДД успішно пролобіював в уряді Сербії проголошення 12 квітня "Днем російських добровольців" - національним святом, коли сербські посадовці зустрічаються з СДД та іншими російськими організаціями у Вишеграді.
Після початку російського вторгнення в Україну мережа СДД у Спрській, Сербія і Чорногорія, почала відправляти етнічних сербських добровольців воювати на боці російських військ, незважаючи на те, що участь у чужій війні є незаконною як у Сербії, так і в Боснії. Членство в організації різко зросло завдяки масовому залученню до неї сербських ультраправих груп, які, незважаючи на прапори зі свастикою, стверджували, що Путін воює з "нацистським прозахідним урядом України".